# Jean Charest

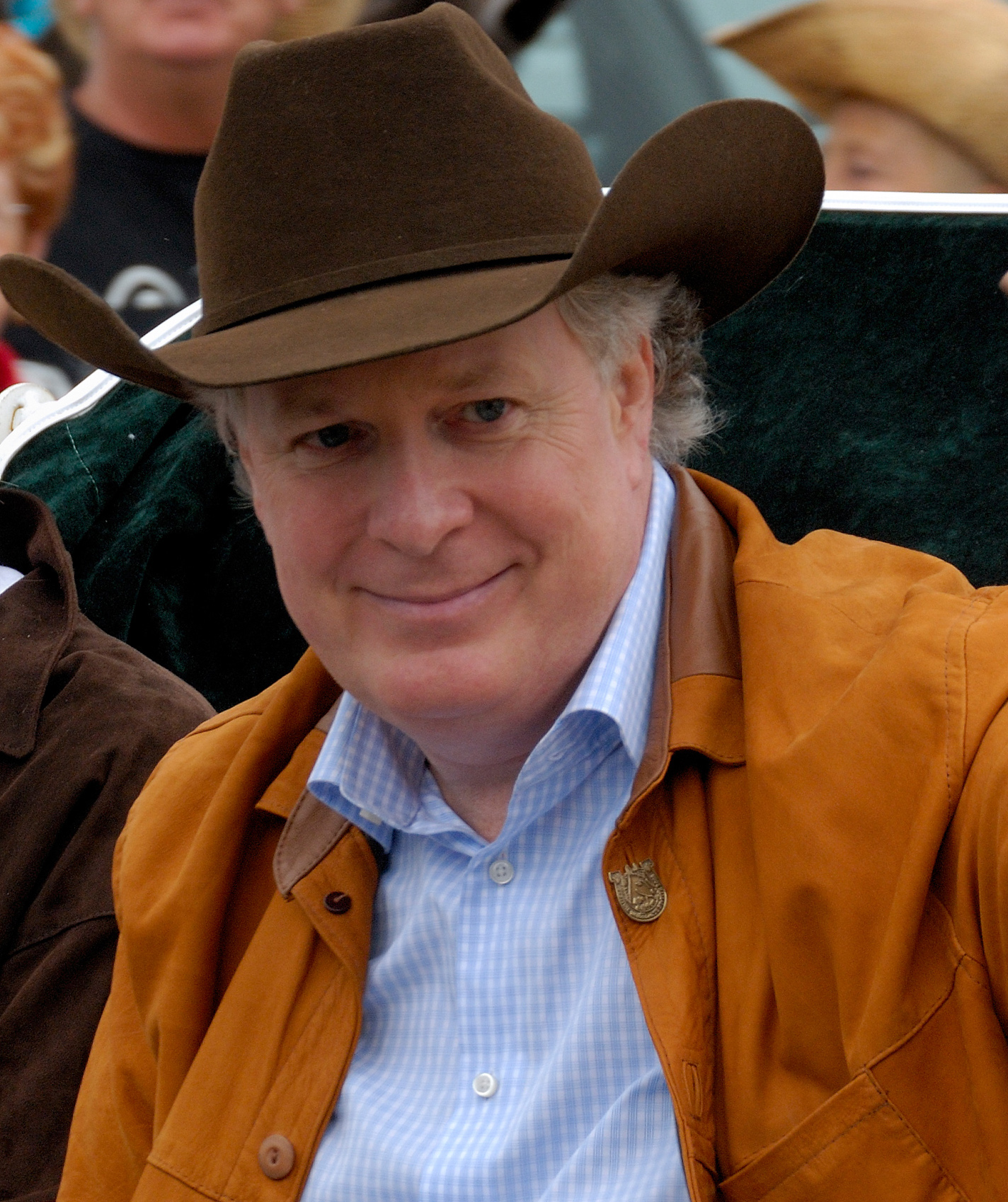
Jean Charest

John James Charest, PC (besser bekannt als Jean Charest (ʒɑ̃ ʃɑʀe); * 24. Juni 1958 in Sherbrooke) ist ein kanadischer Politiker und Rechtsanwalt. Er war von 1998 bis 2012 Vorsitzender der Parti libéral du Québec und vom 29. April 2003 bis zum 19. September 2012 Premierminister der Provinz Québec. Seine politische Karriere begann er 1984 als Abgeordneter des kanadischen Unterhauses. Er gehörte von 1986 bis 1990 sowie von 1991 bis 1993 als jüngster Minister in der Geschichte Kanadas den Kabinetten von Brian Mulroney und Kim Campbell an und stand verschiedenen Ministerien auf Bundesebene vor. Von 1993 bis 1998 war Charest Vorsitzender der Progressiv-konservativen Partei Kanadas, er wechselte dann aber in die Provinzpolitik und zu den Liberalen.

## Bundesminister
Seine Vorfahren mütterlicherseits stammen aus Irland, weshalb er einen englischen Taufnamen (John) hat. Allerdings nennt sich Charest in der Öffentlichkeit seit jeher Jean, um bei der französischsprachigen Mehrheit Québecs besser zur Geltung zu kommen. Er wuchs in der Stadt Sherbrooke im Südosten der Provinz auf und erhielt dort seine Schulbildung. Anschließend studierte er Recht an der Université de Sherbrooke, machte 1980 den Abschluss als Bachelor of Laws (LL.B.) und erhielt 1981 die Zulassung als Rechtsanwalt.
Als Mitglied der Progressiv-konservativen Partei kandidierte Charest für einen Sitz im kanadischen Unterhaus und wurde bei den Wahlen im September 1984 zum Abgeordneten des Wahlkreises Sherbrooke gewählt. Premierminister Brian Mulroney ernannte ihn im Juni 1986 zum Minister für Jugend. Damit war der damals 28-jährige Charest das jüngste Regierungsmitglied in der Geschichte Kanadas.
Im März 1988 erhielt er zusätzlich die Aufgabenbereiche Fitness und Amateursport zugewiesen, musste aber im Januar 1990 zurücktreten, weil er bei den Commonwealth Games in Auckland einen Schiedsrichter beleidigt hatte. Trotz dieses Fehlverhaltens ernannte ihn Mulroney zum Vorsitzenden eines Spezialkomitees, das eine begleitende Resolution zum Meech Lake Accord, einer geplanten umfangreichen Verfassungsänderung, ausarbeiten sollte. Im April 1991 kehrte Charest ins Kabinett zurück und wurde Umweltminister.

## Vorsitzender der Progressiv-Konservativen
Nachdem Mulroney seinen Rücktritt per Ende Juni 1993 angekündigt hatte, kandidierte Charest um den Parteivorsitz und wurde nur knapp von Kim Campbell geschlagen. Während ihrer kurzen Amtszeit war er Vizepremier und Minister für Industrie, Wissenschaft und Technologie. Bei den Unterhauswahlen im Oktober 1993 erlitten die Progressiv-Konservativen eine verheerende Wahlniederlage. Charest war einer von nur zwei Kandidaten, die gewählt wurden.
Als einziges wiedergewähltes Mitglied des vorherigen Kabinetts wurde er im Dezember 1993 interimistisch zum Parteivorsitzenden gewählt und im April 1995 schließlich bestätigt. Damit war er der erste frankophone Vorsitzende der Progressiv-konservativen Partei (und auch der letzte, da sich die Partei 2003 auflöste). Bei den Wahlen 1997 konnten die Progressiv-Konservativen zwar wieder zulegen, doch da der Stimmenzuwachs gleichmäßig auf das ganze Land verteilt war, schlug sich dies – im Gegensatz etwa zur Reformpartei – nur in wenigen Sitzgewinnen nieder.
Während der Abstimmungskampagne vor dem Québec-Referendum 1995 trat Charest als einer der aktivsten Gegner der Unabhängigkeit der Provinz auf. Die Unabhängigkeit wurde schließlich mit 49,4 % Ja-Stimmen äußerst knapp abgelehnt. Charests Beliebtheit in der Bevölkerung der Provinz nahm daraufhin deutlich zu und 1997 lag er in Meinungsumfragen sogar noch vor Provinzpremierminister Lucien Bouchard.

## Vorsitzender der Liberalen Québecs
Zu Beginn des Jahres 1998 gab Daniel Johnson seinen baldigen Rücktritt als Vorsitzender der Parti libéral du Québec (PLQ) bekannt. Insbesondere Wirtschaftskreise versuchten, Charest zu einem Übertritt in die Provinzpolitik zu bewegen, da er am besten geeignet schien, die separatistische Parti Québécois (PQ) an der Macht abzulösen (die PLQ ist seit 1955 vollständig unabhängig von der Liberalen Partei Kanadas, weshalb ein solcher Schritt unproblematisch war). Am 3. April 1998 gab Charest schließlich dem erheblichen Druck der Öffentlichkeit nach, trat als Vorsitzender der Progressiv-konservativen Partei zurück und wurde einen Monat später zum Vorsitzenden der PLQ gewählt.
Bei den Wahlen zur Nationalversammlung von Québec im November 1998 erzielten die Liberalen zwar insgesamt mehr Stimmen als PQ, doch waren diese gleichmäßiger auf die Wahlkreise verteilt, so dass sie weniger Sitze gewannen und die PQ weiterhin die Regierung bilden konnte. Gegenüber den Wahlen 1994 ergaben sich fast keine Veränderungen. Bei den Wahlen am 14. April 2003 legten die Liberalen zwar nur wenig zu, doch da die PQ gleichzeitig Wähleranteile an die Action démocratique du Québec (ADQ) verlor, resultierte daraus eine deutliche Sitzmehrheit für die Liberalen. Vizegouverneurin Lise Thibault ernannte Charest am 29. April 2003 zum neuen Premierminister Québecs.

## Premierminister Québecs
Die zwei ersten Regierungsjahre Charests waren geprägt von harten Auseinandersetzungen mit Gewerkschaften, die gegen die Verkleinerung der Staatsverwaltung protestierten. Auch senkte er nicht wie im Wahlkampf versprochen die Steuern und machte dafür das hohe Defizit der Vorgängerregierung verantwortlich. Hingegen wurde er für die Unterstützung des Kyoto-Protokolls gelobt (im Gegensatz zur konservativen Bundesregierung von Stephen Harper hat Québec vor, die Vorgaben zu erfüllen).
In den Meinungsumfragen erhielt die Regierung konstant tiefe Zustimmungsraten. Nach der Wahl von André Boisclair zum neuen PQ-Vorsitzenden schien es zunächst so, als ob die Liberalen bei den nächsten Wahlen eine empfindliche Niederlage hinnehmen müssten. Doch Boisclair erwies sich als wenig effektiver Oppositionsführer und Charests Umfragewerte verbesserten sich wieder. Trotz der geringen Popularität in der Bevölkerung war seine Position als Parteivorsitzender jedoch nie ernsthaft gefährdet.
Bei den Wahlen am 26. März 2007 verlor die PLQ zwar fast 13 % der Stimmen, blieb aber dennoch stärkste Kraft. Allerdings resultierte daraus die erste Minderheitsregierung Québecs seit 1878. Charest verteidigte seinen eigenen Sitz in Sherbrooke nur knapp. Frühe Prognosen sagten eine Niederlage voraus, erst nach der Auszählung der Briefwahlstimmen am späten Abend des Wahltages stand seine Wiederwahl fest. Drei Wochen später nahm Charest eine Kabinettsumbildung vor: Die Zahl der Minister verringerte sich von 24 auf 18. Männer und Frauen waren nun gleich stark vertreten, was ein Novum in der Geschichte Québecs ist.
Im Dezember 2007 forderte die Opposition Charest auf, vor der Ethikkommission des kanadischen Unterhauses eine Aussage zu machen. Der deutsch-kanadische Waffenhändler Karlheinz Schreiber hatte behauptet, er habe Charest 1993 vor dessen Wahl zum Vorsitzenden der Progressiv-konservativen Partei mit einer Wahlkampfspende von 30.000 Dollar unterstützt. Charest entgegnete, es seien lediglich 10.000 Dollar gewesen; außerdem waren solche persönlichen Wahlspenden nach damaligem Recht ausdrücklich erlaubt.
Im November 2008 rief Charest vorgezogene Neuwahlen aus, da Québec seiner Ansicht nach angesichts der globalen Finanzkrise eine stabile Mehrheitsregierung benötige. Die Liberalen sicherten sich bei den Wahlen am 8. Dezember 2008 die angestrebte Mehrheit und konnten hauptsächlich auf Kosten der konservativen Action démocratique du Québec zulegen. Charest ist damit nach Maurice Duplessis erst der zweite Premierminister Québecs, der drei Wahlen in Folge gewann.
In der Folge sanken Charests Werte in den Meinungsumfragen beständig, da er aufgrund der schlechten Wirtschaftslage zahlreiche unpopuläre Maßnahmen ergreifen musste. Nachdem seine Regierung im Februar 2012 eine markante Erhöhung der Studiengebühren beschlossen hatte, kam es ausgedehnten Studentenprotesten, die monatelang anhielten. Auf heftige Kritik stieß der Erlass eines Notstandsgesetzes, das die Versammlungsfreiheit einschränkte und neue Auseinandersetzungen mit Studenten provozierte. Charest setzte für den 4. September 2012 vorgezogene Neuwahlen an. Diese endeten mit einem Sieg der Parti Québécois, die eine Minderheitsregierung bilden konnte. Charest selbst unterlag in seinem Wahlkreis Sherbrooke. Er führte die Amtsgeschäfte noch bis zum 19. September weiter und zog sich anschließend aus der Politik zurück.

## Auszeichnungen
Am 11. Juni 2007 erhielt Jean Charest von Ministerpräsident Edmund Stoiber den Bayerischen Verdienstorden überreicht (Québec ist eine Partnerregion Bayerns). Im Februar 2009 ernannte der französische Staatspräsident Nicolas Sarkozy Charest zum Commandeur der Ehrenlegion.